# Zhao Kezhi
Zhao Kezhi (xinès: 赵克志, pinyin: Zhào Kèzhì) (1953) polític xinès, des del 19è Congrès Nacional del Partit Comunista de la Xina es membre del Comitè Central del Politburó i reelegit Ministre de Seguretat Pública, càrrec que ja havia ocupat durant el període 2017-2018. També és un dels cinc Secretaris d'Estat del govern del primer ministre Li Kequiang.

## Biografia
Zhao Kezhi va néixer a Laixi (província de Shandong) el desembre de 1953.
El 1973 va començar a treballar com a professor en una escola de primària, i el 1975 va ingressar al Partit Comunista Xinès.
Va iniciar la carrera política a la seva ciutat natal Laixi, on va desenvolupar diferents càrrecs fins a ser-ne l'alcalde (1980-1987) posteriorment, sempre a la província de Shandong, va ser l'alcalde de Jimo i de Dezhou (1997-2001). A Shandong va arribar a ser vicegovernador (2001-2006). Posteriorment va ser destinat a diferents províncies, com Jiangsu també com vicegovernador (2006 a 2010), a Hebei com a secretari del Partit (2015-2016) i especialment a Guizhou, inicialment com a secretari General del Partit, fins a substituir a Li Zhanshu com a governador de la província i President del Congrés Provincial del Poble. Durant el període 2012-2018 va ser Membre del Comitè Central del 18è Congrés Nacional del Partit Comunista de la Xina.
El 2017 va ser nomenat Ministre de Seguretat Pública, càrrec que va tornar a ocupar el 2018 al entrar a formar part del nou govern xinès, sota el primer ministre Li Keqiang, format per quatre vice-primersministres, cinc secretaris d'estat i 22 ministres. Durant el 2018 va tenir un cert protagonisme amb la relació amb el govern de l'Índia en temes de seguretat, i també i especialment en el cas ULFA (United Liberation Front of Assam- Front Unit d'Alliberament d'Assam) i el seu líder Paresh Baruah.
Durant l'any 2019 va dedicar especial atenció a implementar mesures ant-terroristes i de lluita contra la droga i a enfortir la relació en temes de seguretat amb els membres de l'Organització de Cooperació de Shanghai -SCO- formada per la República Popular de la Xina, Rússia, el Kazakhstan, Kirguizstan i Tadjikistan.
Se'l considera com un polític proper al secretari general del Partit, Xi Jinping.